# ایگوفاند
ایگوفاند (به فرانسوی: Aiguefonde) یک کامین در فرانسه است که در Canton of Mazamet-Sud-Ouest واقع شده‌است.

## خصوصیات
ایگوفاند ۱۹٫۱۳ کیلومترمربع مساحت و ۲٬۷۰۱ نفر جمعیت دارد و ۲۰۰ متر بالاتر از سطح دریا واقع شده‌است.